# Vương Hiểu Huy
Vương Hiểu Huy (tiếng Trung giản thể: 王晓晖, bính âm Hán ngữ: Wáng Xiǎo Huī, sinh tháng 8 năm 1962, người Hán) là chính trị gia nước Cộng hòa Nhân dân Trung Hoa. Ông hiện là Ủy viên Ủy ban Trung ương Đảng Cộng sản Trung Quốc khóa XX, khóa XIX, hiện là Bí thư Tỉnh ủy Tứ Xuyên, lãnh đạo toàn diện của Tứ Xuyên. Ông nguyên là Phó Bộ trưởng thường vụ Bộ Tuyên truyền Trung ương Đảng Cộng sản Trung Quốc, Cục trưởng Cục Điện ảnh Quốc gia; Chủ nhiệm Văn phòng Ủy ban Chỉ đạo xây dựng văn minh tinh thần Trung ương Đảng Cộng sản Trung Quốc.
Vương Hiểu Huy là đảng viên Đảng Cộng sản Trung Quốc, học vị Thạc sĩ Luật học. Ông có sự nghiệp thời gian dài công tác ở Bộ Trung Tuyên, các lĩnh vực về chính sách, quy phạm pháp luật về văn hóa, truyền thông, điện ảnh Trung Quốc.

## Xuất thân và giáo dục
Vương Hiểu Huy sinh tháng 8 năm 1962 tại huyện Trường Lĩnh, thuộc địa cấp thị Tùng Nguyên, tỉnh Cát Lâm, Cộng hòa Nhân dân Trung Hoa, lớn lên và tốt nghiệp phổ thông ở quê nhà. Tháng 7 năm 1980, ông tới thủ phủ Trường Xuân của Cát Lâm, trúng tuyển và nhập học Trường Luật của Đại học Cát Lâm, tốt nghiệp Cử nhân Luật học vào tháng 9 năm 1984. Trong quá trình học tập, ông được kết nạp Đảng Cộng sản Trung Quốc, sau khi tốt nghiệp thì tiếp tục theo học cao học tại trường, tốt nghiệp Thạc sĩ Luật học vào tháng 7 năm 1986.

## Sự nghiệp

### Bộ Trung Tuyên
Tháng 7 năm 1986, sau khi tốt nghiệp Đại học Cát Lâm, Vương Hiểu Huy tới thủ đô Bắc Kinh, thi đỗ kỳ thi tuyển dụng công chức của Bộ Tuyên truyền Trung ương Đảng Cộng sản Trung Quốc (Bộ Trung Tuyên) và bắt đầu sự nghiệp ở đây. Ban đầu, ông là chuyên viên của Cục Giáo dục và Tuyên truyền, lần lượt được thăng chức làm Phó Trưởng phòng (cấp phó xứ, huyện), Trưởng phòng, Trợ lý Thanh tra viên của cục rồi đảm nhiệm là Phó Chủ nhiệm Ban nghiên cứu Chính sách và Quy định pháp luật của bộ trước năm 2000. Sau đó, ông được bổ nhiệm làm Cục trưởng Cục Thông tin dư luận, chuyển sang làm Cục trưởng Cục Lý luận, rồi kiêm nhiệm vị trí Phó Tổng thư ký Bộ Trung Tuyên.
Tháng 7 năm 2009, Ban Bí thư Ủy ban Trung ương Đảng Cộng sản Trung Quốc quyết định bổ nhiệm Vương Hiểu Huy làm Phó Bộ trưởng Bộ Trung Tuyên, cấp phó bộ, tỉnh, kiêm nhiệm là Chủ nhiệm Tiểu tổ phối hợp công tác học tập mô hình Trung ương Đảng Cộng sản Trung Quốc. Tháng 12 năm 2010, ông đảm nhiệm vai trò là người phát ngôn Bộ Trung Tuyên, đồng thời cũng là Phó Chủ nhiệm Văn phòng nghiên cứu Chính sách Trung ương từ tháng 1 năm 2014. Tháng 2 năm 2017, ông được phân công làm Phó Chủ nhiệm thường vụ Văn phòng nghiên cứu Chính sách Trung ương, Phó Bộ trưởng Bộ Trung Tuyên, thăng cấp chính bộ, tỉnh. Cuối năm này, ông tham gia Đại hội Đảng Cộng sản Trung Quốc lần thứ XIX, được bầu làm Ủy viên Ủy ban Trung ương Đảng Cộng sản Trung Quốc khóa XIX.
Tháng 1 năm 2018, Vương Hiểu Huy được phân công làm Phó Bộ trưởng thường vụ Bộ Trung Tuyên, kiêm Chủ nhiệm Văn phòng Ủy ban Chỉ đạo xây dựng văn minh tinh thần Trung ương Đảng Cộng sản Trung Quốc. Tháng 8 cùng năm, Tổng lý Lý Khắc Cường bổ nhiệm ông làm Cục trưởng Cục Điện ảnh Quốc gia, trực tiếp lãnh đạo cơ quan chức năng về hoạt động điện ảnh Trung Quốc theo chính sách của Bộ Trung Tuyên, Trung ương Đảng. Trong thời gian giữ chức vụ Phó Bộ trưởng Bộ Trung Tuyên, ông là lãnh đạo đại diện Trung ương tham dự các cuộc họp báo của Văn phòng Thông tin Quốc vụ viện để diễn giải các nguyên tắc và chính sách lớn của Đảng Cộng sản Trung Quốc, tham gia ngoại giao về các vấn đề như văn hóa, truyền thông, điện ảnh, giáo dục khi được mới thăm các nước Ethiopia, Kenya, Anh Quốc và các nước khác với tư cách là Phó Bộ trưởng Bộ Trung Tuyên. Tính đến năm 2022, ông đã có 36 năm công tác ở Bộ Trung Tuyên, dành phần lớn sự nghiệp của mình ở cơ quan này.

### Tứ Xuyên
Đầu tháng 4 năm 2022, Bộ Chính trị Đảng Cộng sản Trung Quốc họp bàn phân công cán bộ, quyết định điều động Vương Hiểu Huy tới tỉnh Tứ Xuyên, vào Ban Thường vụ Tỉnh ủy, nhậm chức Bí thư Tỉnh ủy Tứ Xuyên vào ngày 22 tháng 4, kế nhiệm Bành Thanh Hoa, chính thức lãnh đạo toàn diện tỉnh Tứ Xuyên, phối hợp cùng Tỉnh trưởng Hoàng Cường. Cuối năm 2022, ông tham gia Đại hội Đảng Cộng sản Trung Quốc lần thứ XX từ đoàn đại biểu Tứ Xuyên. Trong quá trình bầu cử tại đại hội, ông tái đắc cử là Ủy viên Ủy ban Trung ương Đảng Cộng sản Trung Quốc khóa XX.